# Boyd Strait
Boyd Strait är ett sund i Antarktis. Det ligger i Sydshetlandsöarna. Argentina, Chile och Storbritannien gör anspråk på området.